# Дзито
Дзито́ (яп. 地頭 Дзито:, «земельный глава») — название должности управляющего частным или общественным хозяйством в традиционной Японии XI—XIX веков.
Изначально дзито называли лиц, которые поднимали целину и по «Закону о пожизненной приватизации целины» от 743 года становились её владельцами. В конце XI века, с целью уклонения от уплаты высоких налогов государству, эти землевладельцы дарили свои земли богатым аристократам и монастырям, и, при условии уплаты невысокого налога, становились управляющими хозяйством подаренных участков.
В XII веке, после появления Камакурского сёгуната, дзито превратилось в государственную должность, на которую с 1185 года назначали только при одобрении самого сёгуна. В обязанности этих чиновников входил контроль за частными имениями (сёэн) аристократов и монастырей, сбор налогов, присмотр за соблюдением правопорядка и проведение судов на подконтрольной территории.
После войны Дзёкю 1221 года, в которой аристократы во главе с Императором выступили против сёгуната, количество дзито было увеличено и давление центральной власти на частное землевладение усилилось. В XIV—XVI веках, во времена существования сёгуната Муромати, дзито жили в провинции, и постепенно превратились в мелкую местную знать. Большинство из них пребывало в вассальной зависимости от военных губернаторов сюго.
В XVII—XIX веках, во время правления сёгуната Токугава, должность дзито была сохранена. На неё назначали сёгуновских или ханских офицеров хатамото, которых наделяли землёй в определённом провинциальном легионе и обязывали собирать с него налоги.